# Halvpundsjön
Halvpundsjön är en sjö i Bjurholms kommun i Ångermanland och ingår i Gideälvens huvudavrinningsområde. Sjön har en area på 0,0735 kvadratkilometer och ligger 369,8 meter över havet.

## Delavrinningsområde
Halvpundsjön ingår i det delavrinningsområde (710385-163055) som SMHI kallar för Utloppet av Översjön. Medelhöjden är 333 meter över havet och ytan är 28,2 kvadratkilometer. Räknas de 3 avrinningsområdena uppströms in blir den ackumulerade arean 66,56 kvadratkilometer. Noret som avvattnar avrinningsområdet har biflödesordning 2, vilket innebär att vattnet flödar genom totalt 2 vattendrag innan det når havet efter 110 kilometer. Avrinningsområdet består mestadels av skog (70 procent) och sankmarker (21 procent). Avrinningsområdet har 0,23 kvadratkilometer vattenytor vilket ger det en sjöprocent på 0,8 procent.